# Балабанівка (заказник)
Балаба́нівка — лісовий заказник місцевого значення в Україні. Розташований у південній частині міста Миколаїв, у місцевості Балабанівка (частина Корабельного району). 

## Опис
Площа 510 га. Створено рішенням виконкому Миколаївської обласної ради від 28.12.1982 року № 675. Перебуває у віданні філії «Миколаївське лісове господарство» ДСГП «Ліси України» (Миколаївське лісництво, діл. 17—26).
Статус присвоєно для збереження штучно створеного лісового масиву, в деревостані якого переважають насадження сосни. В заказнику також розбиті окремі ділянки з широколистяних дерев: робінії звичайної, дуба черешчатого, каркасу. Вздовж просік та на відкритих ділянках присутні дикі види абрикоса, аличі, шовковиці.
Внаслідок близькості до Миколаєва та дачних масивів екосистема заказнику піддається значному антропогенному впливу. На території часто проводяться незаконні рубки дерев, видобування піску, вивіз сміття, трапляються пожежі.